# Новозлатопільський приказ
Новозлатопільський приказ — історична адміністративно-територіальна одиниця Олександрівського повіту Катеринославської губернії.
Станом на 1886 рік складалася з 5 поселень, 4 сільських громад. Населення — 2643 осіб (1175 чоловічої статі та 1464 — жіночої), 226 дворове господарство.
|                     | Площа, десятин | У тому числі орної, дес. |
| ------------------- | -------------- | ------------------------ |
| Сільських громад    | 6840           | 1814                     |
| Приватної власності | —              | —                        |
| Казенної власності  | 3836           | 1180                     |
| Іншої власності     | —              | —                        |
| Загалом             | 10676          | 3656                     |

Основні поселення волості:
- Новий Златопіль — колонія євреїв при балці Сухий Янчур за 148 верст від повітового міста, 358 осіб, 33 двори, сільський приказ, молитовний будинок, лавка.
- Весела (Гупалівка) — колонія євреїв при балці Солоній, 451 особа, 47 дворів, молитовний будинок, лавка.
- Красносілка — колонія євреїв при балці Гіркій, 601 особа, 46 дворів, синагога.
- Межиріч — колонія євреїв при ріці Гайчул, 699 осіб, 53 дворів, синагога.